# Navailles-Angos
Navailles-Angos är en kommun i departementet Pyrénées-Atlantiques i regionen Nouvelle-Aquitaine i sydvästra Frankrike. Kommunen ligger i kantonen Thèze som tillhör arrondissementet Pau. År 2022 hade Navailles-Angos 1 547 invånare.

## Befolkningsutveckling
Antalet invånare i kommunen Navailles-Angos
| Referens: INSEE |